# Tibber
Tibber ist ein norwegischer digitaler Stromanbieter, der in Norwegen, Schweden, Deutschland und den Niederlanden Ökostrom verkauft. Das Geschäftsmodell beruht auf Einnahmen durch eine monatlich fixe Grundgebühr, dem Verkauf von Smart-Home-Hardware im eigenen Online-Store sowie den Erträgen aus der Vermarktung von Flexibilitäten am Strommarkt.

## Produkte

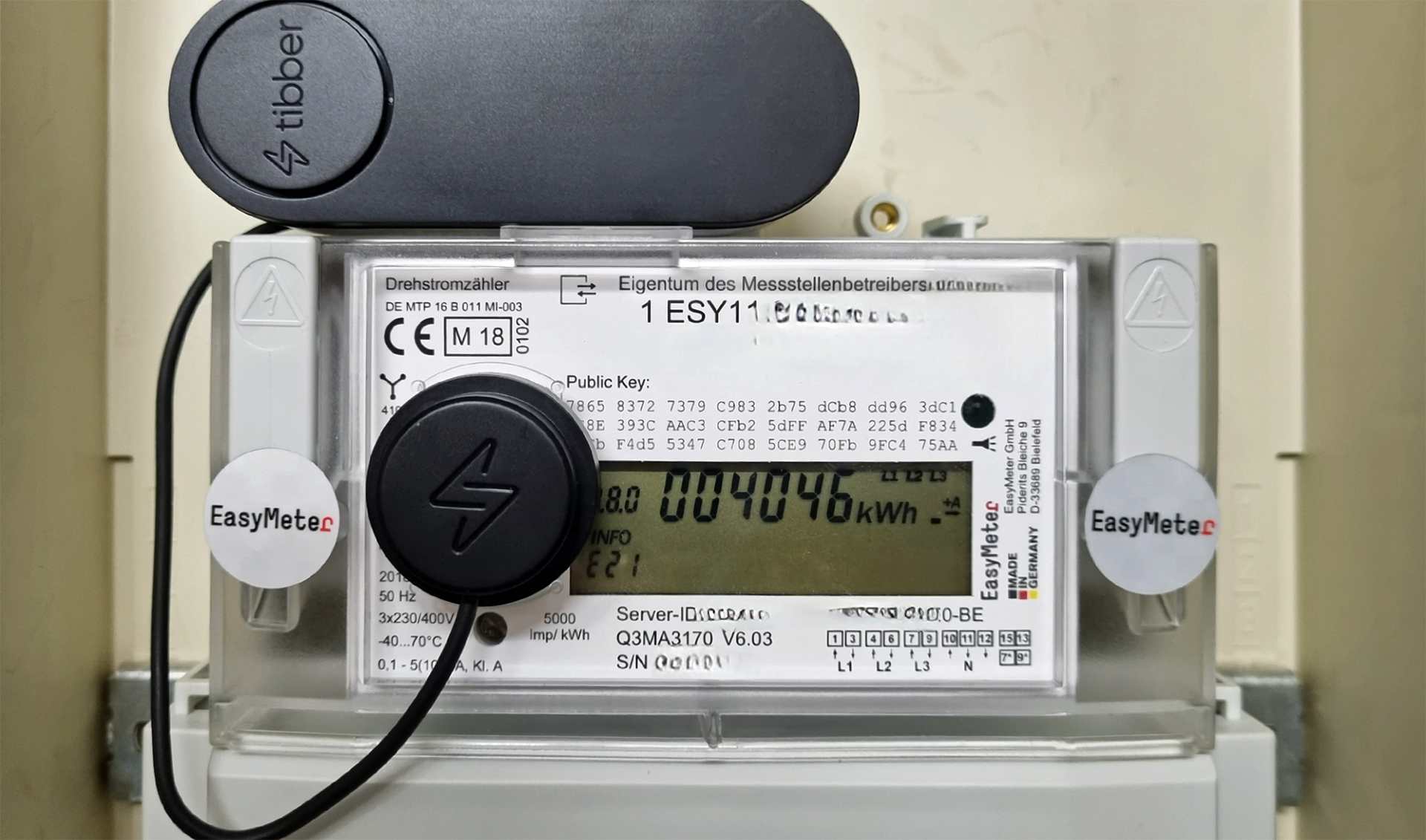
Mit dem Tibber Pulse wird der Zählerstand einer modernen Messeinrichtung, der am IR-Ausgang ausgegeben wird, gelesen und zur Tibber Bridge übertragen (2023)

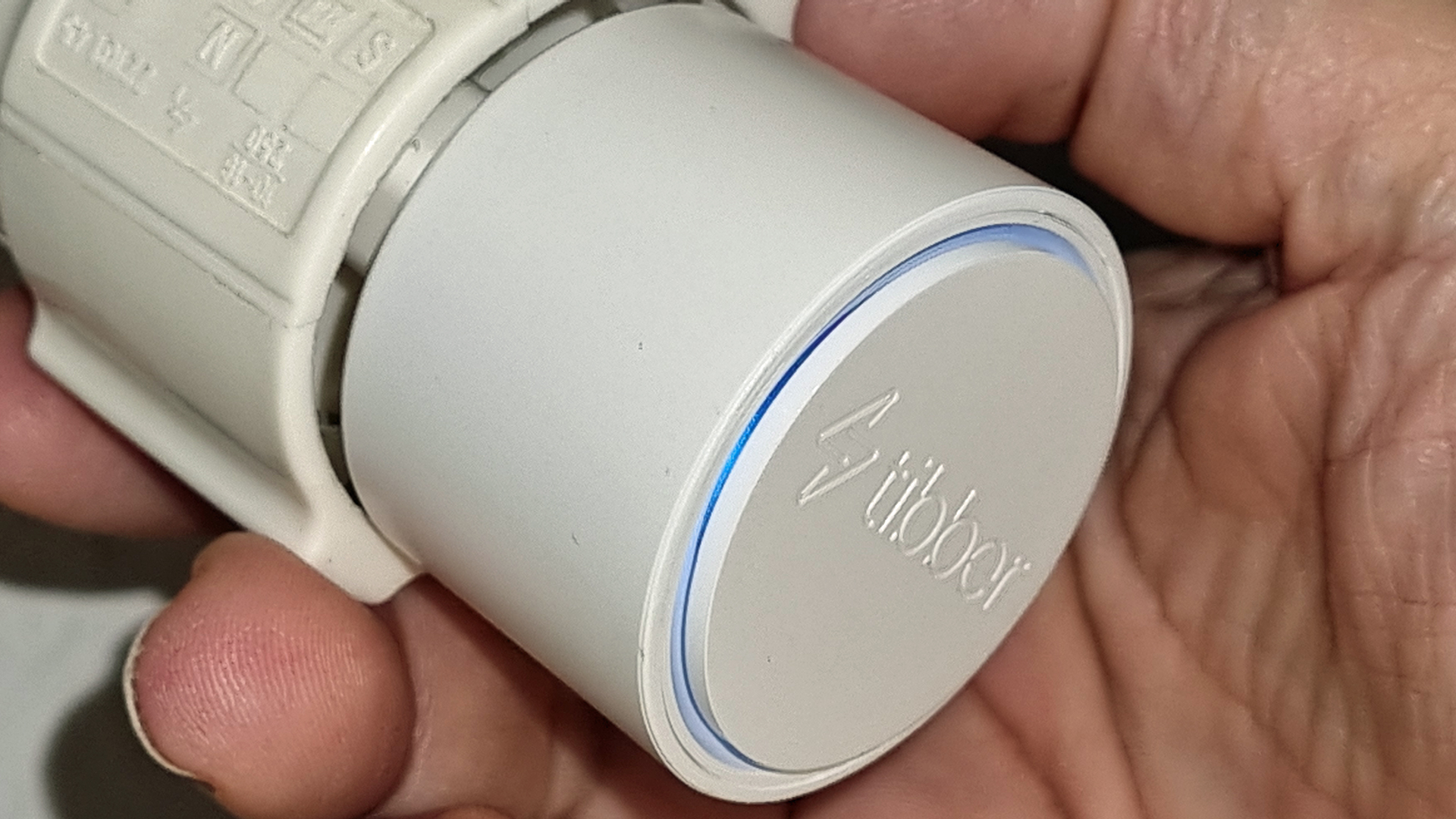
Die Tibber Bridge, die die Daten vom Tibber Pulse empfängt und per WLAN und Internet zum Tibber Server überträgt (2023)

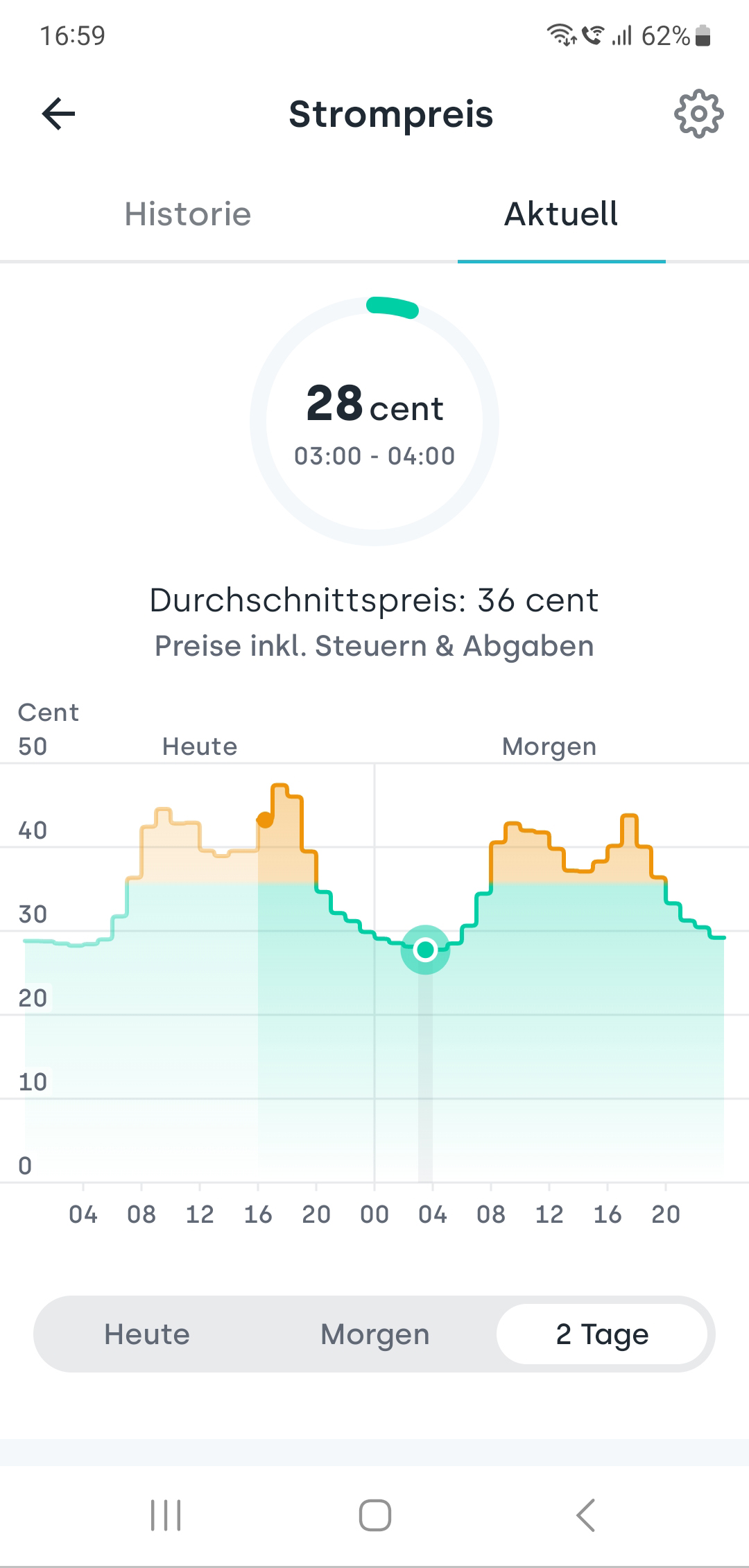
Die Tibber-App (Vers. 23.46.0) am 30.11.2023 mit den stündlichen Strompreisen des aktuellen und des Folgetages

Mit dem 2008 in Kraft getretenen Gesetz zur Öffnung des Messwesens bei Strom und Gas für Wettbewerb wurden ab 1. Januar 2010 bei Zähler-Renovierung oder -Neueinbau gesetzlich Messeinrichtungen verpflichtend, die „den tatsächlichen Energieverbrauch und die tatsächliche Nutzungszeit widerspiegeln“ (sogenannte Intelligente Zähler und modernen Messeinrichtungen). Für Stromanbieter eröffnen die neuen Messeinrichtungen die technische Option Letztverbrauchern „lastvariable oder tageszeitabhängige Tarife“ anzubieten; ab dem 1. Januar 2025 ist das Angebot solcher Tarife verpflichtend, wenn der Letztverbraucher ein intelligentes Messsystem hat (EnWG § 41a). Das Tibber-Geschäftsmodell nutzt diese vom Gesetzgeber geschaffene Innovation mit dem Angebot von Tarifen, die den Kunden in die Lage versetzen, sein Verbrauchsverhalten an die Strompreise bzw. Erzeugungssituation anzupassen und davon zu profitieren.

### Monatlich dynamischer Stromtarif
Dieser Tarif ist für alle Stromkunden zugänglich, auch wenn sie keine aktuellen Verbrauchsdaten (Stromzähler-Stände) bereitstellen können. Der monatliche Verbrauch und die geschätzte Verbrauchskurve des Standardlastprofils werden dabei übereinandergelegt und ein gewichteter Mittelwert gebildet. Damit diese Berechnung monatsgenau durchgeführt werden kann, müssen die Kunden an jedem 1. eines Monats den Zählerstand mit der von Tibber bereitgestellten Tibber-App melden.

### Stündlich dynamischer Stromtarif

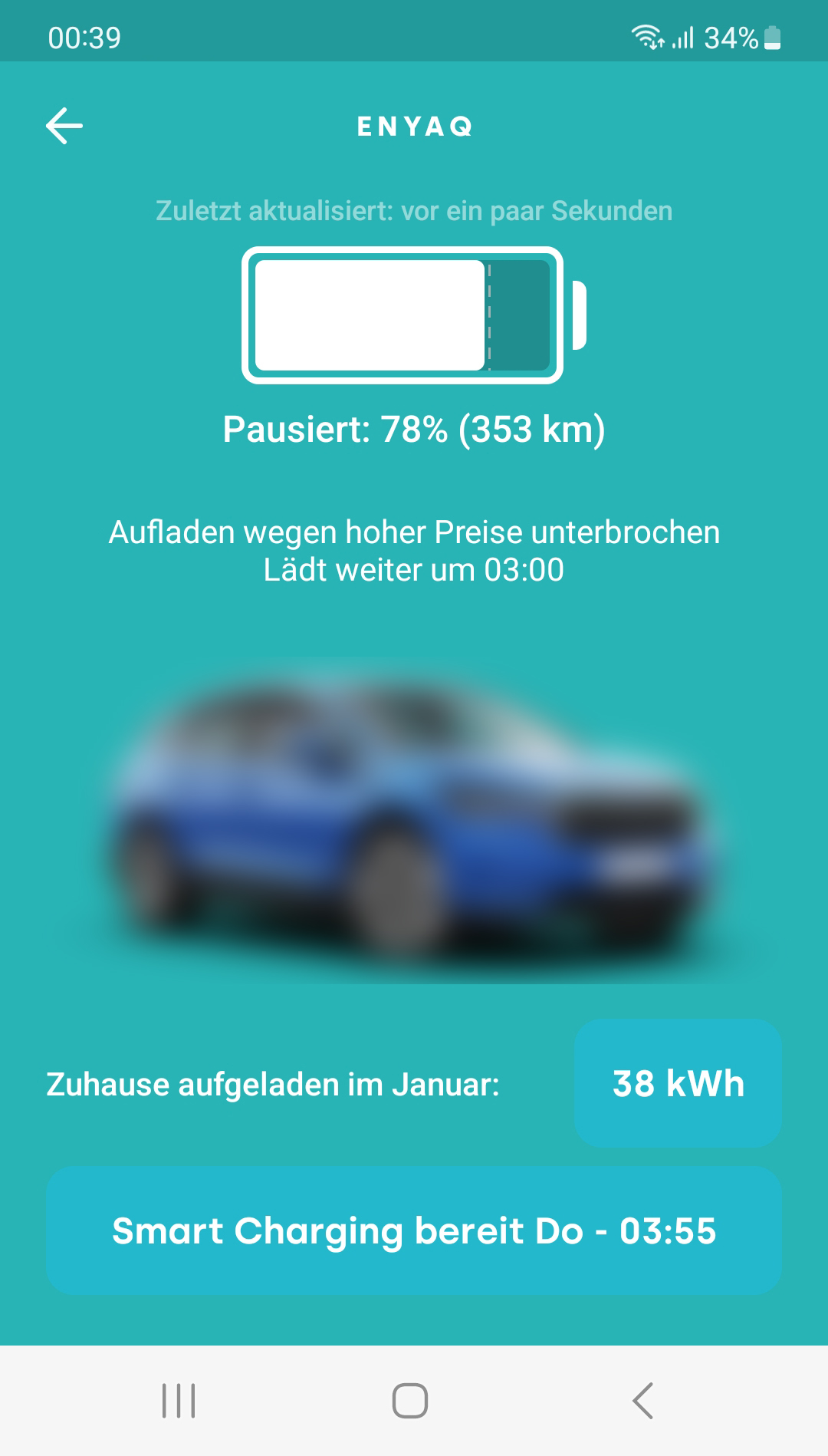
Die Tibber-App (Vers. 23.48.0) am 04.01.2024 mit Smart Charging Ladesteuerung für ein BEV. Beim stündlichen Tarif verbindet sich die App mit dem Fahrzeug und aktiviert automatisch den Ladevorgang – soweit es das Ladezeitfenster erlaubt – nur in Stunden mit niedrigem Strompreis.

Die Nutzung dieses Tarifs setzt voraus, dass der Stromkunde ständig automatisiert seine aktuellen Verbrauchsdaten an Tibber meldet. Der Stromverbrauch einer Stunde wird dann zum Börsenstrompreis für diese Stunde abgerechnet. Da die Stundenpreise der nächsten 24 Stunden immer mittags veröffentlicht werden, hat der Kunde die Möglichkeit, den Betrieb großer Stromverbraucher gezielt in die Zeiten mit preiswertem Strom zu legen. Die notwendige automatisierte Übermittlung der Verbrauchsdaten ist mit einem intelligenten Messsystem (iMSys) möglich oder bei einer modernen Messeinrichtung (mME) mit Zusatzgeräten von Tibber, dem Pulse IR und der Bridge. Dazu liest der Pulse die im Sekundentakt an der Infrarot-Schnittstelle einer modernen Messeinrichtung bereitgestellten Datentelegramme mit Messstellen-Identifikation, momentanem Zählerstand und elektrischer Leistung ein und sendet alle zwei Sekunden die elektrische Leistung in Watt [W], und alle 10 Sekunden den Zählerstand, die bezogene Energie in Kilowattstunden [kWh], an das Tibber-Abrechnungsportal.
Die verfügbaren Stundenpreise werden dem Kunden auf Wunsch über eine Programmierschnittstelle zur Verfügung gestellt, so dass dieser automatisiert Verbraucher steuern (Smart Home) oder Batteriespeicher und Elektroautos zu günstigen Zeiten laden kann. Zur einfachen Integration bietet das Unternehmen über die Tibber-App „Power-ups“ an, mit denen stromintensive Geräte direkt von Tibber zu günstigen Zeiten geschaltet werden können.

### Onlineshop
Kommunikations-Hardware für die Datenmeldungen mit modernen Messeinrichtungen und andere Geräte (z. B. zur Zeitsteuerung des Stromverbrauchs) werden in einem Onlineshop angeboten.

## Unternehmensgruppe

### Gründung
Tibber wurde 2016 von Daniel Lindén und Edgeir Vårdal Aksnes gegründet. Abweichende Quellen nennen 2015 als Gründungsdatum.

### Finanzierung
2019 investierte der Risikokapitalgeber Founders Fund mit Sitz in San Francisco 12 Millionen US-Dollar in das Unternehmen. Im November 2020 erhielt Tibber in einer weiteren Finanzierungsrunde, angeführt von Eight Roads Ventures und Balderton Capital und mit Beteiligung von Founders Fund Mittel in Höhe von 55 Millionen Euro bzw. 65 Millionen US-Dollar. Zusätzlich stellte Nordea Kapital für das angestrebte starke Wachstum zur Verfügung.
Aktionärsstruktur:
| Aktionär                    | Beteiligung | Hinweise                                                           |
| --------------------------- | ----------- | ------------------------------------------------------------------ |
| Spacetime Ventures AS       | 17,022 %    | diese Gesellschaft ist zu 100 % im Besitz von Edgeir Vårdal Aksnes |
| Sunhill Capital AB          | 16,386 %    |                                                                    |
| The Founders Fund           | 9,574 %     |                                                                    |
| Eight Roads Ventures Europe | 9,457 %     |                                                                    |
| Übrige                      | 47,561 %    |                                                                    |

### Tätigkeitsfelder
Neben dem Verkauf von Ökostrom zum Einkaufspreis und einer Monatsgebühr, vertreibt Tibber technische Produkte im Onlineshop.

### Märkte und Marktanteile
Tibber war zuerst in Norwegen, kurz darauf auch in Schweden tätig. Am 27. Mai 2020 wurde in einem Online-Launch-Event der Vertriebsstart in Deutschland und der Markteintritt in fünf weiteren europäischen Ländern bekanntgegeben, und wird in Deutschland seither von einer GmbH mit Sitz in Berlin vertreten. Im Oktober 2020 vermeldete das Unternehmen 100.000 Kunden.

### Auswirkungen
In Norwegen hat das Unternehmen laut einem Test das Stromnetz stabilisiert. In Schweden erfolgte 2020 eine Zulassung zum Markt für Stromnetzstabilisierung (frequency containment reserve, FCR).